# Jiangpu, Guangdong
Jiangpu (kinesiska: 江埔) är ett stadsdelsdistrikt (jiedao) i sydöstra Kina. Det ligger i stadsdistriktet Conghua i provinshuvudstaden Guangzhou i provinsen Guangdong, omkring 57 kilometer nordost om centrala Guangzhou. Antalet invånare är 95 843. Befolkningen består av 44 317 kvinnor och 51 526 män. Barn under 15 år utgör 14,0 %, vuxna 15-64 år 80 %, och äldre över 65 år 5,0 %.